# Bel·ló de Carcassona
Bel·ló I de Carcassona (? - ca. 810) fou comte de Carcassona (ca. 790 - 810).
Bel·ló probablement era un magnat del Conflent lleial als carolingis i és el primer comte de Carcassona conegut. Es considera que Bel·ló de Carcassona és l'ancestre de la casa comtal de Barcelona, ja que es creu que era l'avi de Guifré el Pilós.
L'existència de Bel·ló (o també "Dellon") com a primer comte de Carcassona apareix documentada a l'era moderna en cròniques d'Occitània des del segle xviii, particularment a la Histoire générale de Languedoc dels monjos benedictins Claude Devic (o de Vic) i Jean-Joseph Vaissette. Citant aquesta font, així com uns diplomes amb data posterior a 778, també és esmentat a la Histoire du comté et de la vicomté de Carcassonne de Jean Pierre Cros-Mayrevieille (1846). Segons aquest autor, el recent creat comtat de Carcassona estava sota l'autoritat immediata del rei d'Aquitània.

## Núpcies i descendents
Es va casar l'any 805 amb Nimilda. Van ser fills seus:
- Guisclafred de Carcassona (?-821), comte de Carcassona.
- Oliba I de Carcassona (?-837), comte de Carcassona.

És discutit que fos pare de:
- Sunifred I (?-848), comte d'Urgell-Cerdanya i pare de Guifré el Pilós.[3]
- Sunyer I d'Empúries (v800-848), comte d'Empúries-Rosselló i germà de Sunifred.[4]